# Aotus jorgehernandezi
Aotus jorgehernandezi é uma espécie macaco-da-noite, um Macaco do Novo Mundo, da família Aotidae. Foi descrito em 2007 por Thomas Defler e Marta Bueno. Possui o pescoço de cor cinza e uma mancha cinz sobre cada olho, separados por uma banda perta.  Possui 50 cromossomos, o que o q diferencia dos outros do gênero Aotus. Ocorre na Colômbia, a oeste dos Andes, entre Quindío e Risaralda.  É possível que ocorre no Parque Nacional Tatamá. Sua distribuição geográfica é sobreposta com Aotus zonalis. Seu nome é uma homenagem ao biólogo colombiano Jorge Hernández-Camacho.